# Presho
Presho est une ville américaine située dans le comté de Lyman, dans l’État du Dakota du Sud. Sa population s’élevait à 497 habitants lors du recensement de 2010, estimée à 507 habitants en 2016.

## Histoire
Fondée en 1905, la ville est nommée en l'honneur de J. S. Presho, un négociant propriétaire du ferry de Yankton.

## Démographie
| 1910 | 1920 | 1930 | 1940 | 1950 | 1960 |
| ---- | ---- | ---- | ---- | ---- | ---- |
| 635  | 626  | 487  | 568  | 712  | 881  |

| 1970 | 1980 | 1990 | 2000 | 2010 | - |
| ---- | ---- | ---- | ---- | ---- | - |
| 922  | 760  | 654  | 588  | 497  | - |